# Мирослава Болгарская
Мирослава (X век — XI век) — одна из дочерей болгарского царя Самуила и Косары (Агаты). 
Мирослава влюбилась в византийского пленника-дворянина армянского происхождения Ашота Таронита и угрожала покончить жизнь самоубийством, если ей не позволят выйти за него замуж. Самуил уступил и назначил Ашота правителем Диррахия.
Позже Ашот сговорился с местными византийцами и влиятельным Иоанном Хриселосом, свёкром Самуила. Ашот и Мирослава взошли на борт одного из византийских кораблей, которые осаждали город и бежали в Константинополь, где император Василий II назначил Ашота губернатором Драча, а Мирославу — фрейлиной.